# Gran Premio di Spagna 1992
Il Gran Premio di Spagna 1992 si è svolto domenica 3 maggio 1992 sul Circuito di Catalogna a Montmeló. La gara è stata vinta da Nigel Mansell su Williams seguito da Michael Schumacher su Benetton e da Jean Alesi su Ferrari.

## Vigilia

### Aspetti sportivi
Nella settimana del Gran Premio circolarono voci di una probabile sostituzione, poi confermata, all'interno del team Brabham di Giovanna Amati con Damon Hill. Le motivazioni sarebbero state essenzialmente economiche, in quanto la scuderia versava in uno stato finanziario disastroso. Inoltre tre vetture vennero fermate alla dogana francese su richiesta di Alain Lorreard, titolare della Pol Marketing e creditore nei confronti della Brabham di una cifra attorno agli ottanta milioni di lire per l'affitto dei motorhome. Il giorno seguente due delle tre vetture vennero rilasciate e fatte arrivare sul circuito.
Parve inoltre confermata la presenza di Alain Prost nelle vesti di commentatore televisivo per la tv francese.
Nel fine settimana vi fu, inoltre, un incontro tra Luca Cordero di Montezemolo, Max Mosley e Jean-Marie Balestre in cui il presidente della Ferrari espresse le proprie riserve sui regolamenti tecnici, auspicando una drastica riduzione dell'elettronica (accusata di ridurre lo spettacolo in pista) e lamentando l'inapplicabilità delle soluzioni utilizzate in Formula 1 sulle vetture da strada.

### Aspetti tecnici
Per il fine settimana spagnolo la McLaren apportò qualche piccola novità riguardante telaio e motore, ma lo stesso Ayrton Senna affermò che si trattava solamente di modifiche minime e di non sperare nella vittoria. Anche la Ferrari, da parte sua, si limitò solamente a portare un motore da qualifica più potente e con una nuova benzina dell'Agip e dichiarò di non aver portato alcuna modifica tecnica. In realtà, al termine della corsa, la scuderia di Maranello ammise l'utilizzo del traction control, un sistema di antipattinamento elettronico.

## Qualifiche

### Pre-qualifiche
| Pos                        | No | Driver           | Constructor                   | Time     | Gap     |
| -------------------------- | -- | ---------------- | ----------------------------- | -------- | ------- |
| 1                          | 29 | Bertrand Gachot  | Venturi Larrousse-Lamborghini | 1:26.032 | —       |
| 2                          | 9  | Michele Alboreto | Footwork-Mugen-Honda          | 1:26.120 | +0.088  |
| 3                          | 30 | Ukyo Katayama    | Venturi Larrousse-Lamborghini | 1:26.484 | +0.452  |
| 4                          | 14 | Andrea Chiesa    | Fondmetal-Ford                | 1:27.902 | +1.870  |
| Vetture non prequalificate |    |                  |                               |          |         |
| 5                          | 34 | Roberto Moreno   | Andrea Moda-Judd              | 1:37.155 | +11.123 |
| 6                          | 35 | Perry McCarthy   | Andrea Moda-Judd              | no time  | —       |

### Resoconto
La sessione di qualifiche del sabato venne resa pressoché nulla dal maltempo e quindi la griglia fu formata in base ai tempi fatti segnare il venerdì. Mansell conquistò la sua quarta pole position consecutiva davanti a Schumacher, Senna e Patrese, sulla seconda Williams; seguirono Capelli, Brundle, Berger ed Alesi. La top ten fu completata da Wendlinger e Comas.
Al sabato fu invece Alesi ad ottenere il miglior tempo in una sessione caratterizzata da una pioggia intensa. Dietro di lui si piazzò Senna che affermò di aver girato, a differenze del francese, con il serbatoio della propria vettura pieno e di essere ottimista per la gara in caso di pioggia. A completare il quadro dei primi tre si piazzò Berger.

### Risultati
| Pos                     | No | Pilota               | Costruttore                     | Tempo    | Distacco |
| ----------------------- | -- | -------------------- | ------------------------------- | -------- | -------- |
| 1                       | 5  | Nigel Mansell        | Williams - Renault              | 1:20.190 |          |
| 2                       | 19 | Michael Schumacher   | Benetton - Ford                 | 1:21.195 | +1.005   |
| 3                       | 1  | Ayrton Senna         | McLaren - Honda                 | 1:21.209 | +1.019   |
| 4                       | 6  | Riccardo Patrese     | Williams - Renault              | 1:21.534 | +1.344   |
| 5                       | 28 | Ivan Capelli         | Ferrari                         | 1:22.413 | +2.223   |
| 6                       | 20 | Martin Brundle       | Benetton - Ford                 | 1:22.711 | +2.521   |
| 7                       | 2  | Gerhard Berger       | McLaren - Honda                 | 1:22.746 | +2.556   |
| 8                       | 27 | Jean Alesi           | Ferrari                         | 1:23.121 | +2.931   |
| 9                       | 16 | Karl Wendlinger      | March - Ilmor                   | 1:23.121 | +2.931   |
| 10                      | 26 | Érik Comas           | Ligier - Renault                | 1:23.593 | +3.403   |
| 11                      | 4  | Andrea De Cesaris    | Tyrrell - Ilmor                 | 1:23.723 | +3.533   |
| 12                      | 21 | Jyrki Järvilehto     | Scuderia Italia - Ferrari       | 1:24.054 | +3.864   |
| 13                      | 22 | Pierluigi Martini    | Scuderia Italia - Ferrari       | 1:24.236 | +4.046   |
| 14                      | 25 | Thierry Boutsen      | Ligier - Renault                | 1:24.583 | +4.393   |
| 15                      | 3  | Olivier Grouillard   | Tyrrell - Ilmor                 | 1:24.608 | +4.418   |
| 16                      | 9  | Michele Alboreto     | Footwork - Mugen-Honda          | 1:24.634 | +4.444   |
| 17                      | 33 | Maurício Gugelmin    | Jordan - Yamaha                 | 1:24.671 | +4.481   |
| 18                      | 15 | Gabriele Tarquini    | Fondmetal - Ford                | 1:24.800 | +4.610   |
| 19                      | 10 | Aguri Suzuki         | Footwork - Mugen-Honda          | 1:24.940 | +4.750   |
| 20                      | 14 | Andrea Chiesa        | Fondmetal - Ford                | 1:24.963 | +4.773   |
| 21                      | 11 | Mika Häkkinen        | Lotus - Ford                    | 1:25.202 | +5.012   |
| 22                      | 23 | Christian Fittipaldi | Minardi - Lamborghini           | 1:25.315 | +5.125   |
| 23                      | 17 | Paul Belmondo        | March - Ilmor                   | 1:25.467 | +5.277   |
| 24                      | 29 | Bertrand Gachot      | Venturi Larrousse - Lamborghini | 1:25.700 | +5.510   |
| 25                      | 24 | Gianni Morbidelli    | Minardi - Lamborghini           | 1:25.786 | +5.596   |
| 26                      | 12 | Johnny Herbert       | Lotus - Ford                    | 1:25.786 | +5.596   |
| Vetture non qualificate |    |                      |                                 |          |          |
| NQ                      | 30 | Ukyo Katayama        | Venturi Larrousse - Lamborghini | 1:25.932 | +5.742   |
| NQ                      | 7  | Eric van de Poele    | Brabham - Judd                  | 1:26.880 | +6.690   |
| NQ                      | 32 | Stefano Modena       | Jordan - Yamaha                 | 1:27.480 | +7.290   |
| NQ                      | 8  | Damon Hill           | Brabham - Judd                  | 1:27.763 | +7.573   |

## Gara

### Resoconto
La gara partì dunque su asfalto bagnato. Al via Mansell mantenne il comando, davanti al compagno di squadra Patrese e ad Alesi, autore di un ottimo scatto dovuto anche al fatto che la sua piazzola fosse posta sotto un ponte e quindi in parte asciutta. Seguirono Schumacher e Senna, autori di una partenza indecisa. A causa della bassa velocità di punta della Ferrari, il francese venne presto passato in rettilineo. Al tredicesimo giro, Berger, che aveva raggiunto Alesi, lo attaccò, ma i due si toccarono e il francese andò in testacoda perdendo due posizioni. La Ferrari si ritrovò, inoltre, con una gomma posteriore danneggiata che andava via via afflosciandosi, rallentando il pilota transalpino. Contemporaneamente si ritirò Johnny Herbert per un'uscita di pista.
Mansell, intanto, continuava a condurre la corsa e la classifica lo vedeva precedere Patrese, Schumacher, Senna, Berger e Capelli, quest'ultimo penalizzato da un'errata scelta d'assetto. Al diciannovesimo giro, però, Patrese non riuscì a controllare la propria vettura che uscì di pista e lo costrinse al ritiro. Schumacher, dunque, passato in seconda posizione, cominciò ad avvicinarsi a Mansell, portandosi fino ad avere uno svantaggio di quattro secondi attorno al quarantesimo giro, ma l'inglese inanellò una serie di giri veloci allontanandolo nuovamente.
Alesi attorno al trentaquattresimo giro, decise di rientrare ai box per cambiare le gomme posteriori e, una volta ripartito, cominciò a rimontare, con la pioggia che andava via via aumentando. Si ritrovò, però, davanti Mika Häkkinen, pilota che doveva essere doppiato, ma nel tentativo di passarlo finì in testacoda e toccò la vettura del finlandese, piegando un braccio della sospensione anteriore destra. Nonostante ciò si rimise immediatamente in traiettoria e riprese a spingere, raggiungendo e superando, al quarantacinquesimo giro, Capelli. Proseguì recuperando oltre quaranta secondi a Berger, che superò al cinquantanovesimo giro, ritrovandosi poi davanti Ayrton Senna. Pressato da Alesi il brasiliano andò in testacoda e uscì di pista al sessantatreesimo passaggio.
Nelle posizioni di rincalzo, intanto, Alboreto, grazie anche ai ritiri di chi lo aveva preceduto, stava conducendo una lunga rimonta che lo aveva portato fino al settimo posto, seguito da Tarquini su Fondmetal. Proprio quest'ultimo era in lotta con JJ Lehto e Pierluigi Martini e, nel tentativo di avere la meglio su di loro finì fuori pista a causa dell'aquaplaning, imitato a due giri dal termine anche da Capelli.
Mansell riuscì, infine, a vincere la gara seguito da Schumacher e Alesi, che completarono il podio. Dietro di loro giunse Berger, con Alboreto e Martini ad occupare gli ultimi posti validi per i punti.

### Risultati
| Pos | N. | Pilota               | Costruttore/Motore              | Giri | Tempo/Ritiro | Griglia | Punti |
| --- | -- | -------------------- | ------------------------------- | ---- | ------------ | ------- | ----- |
| 1   | 5  | Nigel Mansell        | Williams - Renault              | 65   | 1:56'10.674  | 1       | 10    |
| 2   | 19 | Michael Schumacher   | Benetton - Ford                 | 65   | +23.914      | 2       | 6     |
| 3   | 27 | Jean Alesi           | Ferrari                         | 65   | +26.462      | 8       | 4     |
| 4   | 2  | Gerhard Berger       | McLaren - Honda                 | 65   | +1'20.647    | 7       | 3     |
| 5   | 9  | Michele Alboreto     | Footwork - Mugen-Honda          | 64   | +1 giro      | 16      | 2     |
| 6   | 22 | Pierluigi Martini    | Scuderia Italia - Ferrari       | 63   | +2 giri      | 13      | 1     |
| 7   | 10 | Aguri Suzuki         | Footwork - Mugen-Honda          | 63   | +2 giri      | 19      |       |
| 8   | 16 | Karl Wendlinger      | March - Ilmor                   | 63   | +2 giri      | 9       |       |
| 9   | 1  | Ayrton Senna         | McLaren - Honda                 | 62   | Testacoda    | 3       |       |
| 10  | 28 | Ivan Capelli         | Ferrari                         | 62   | Testacoda    | 5       |       |
| 11  | 23 | Christian Fittipaldi | Minardi - Lamborghini           | 61   | +4 giri      | 22      |       |
| 12  | 17 | Paul Belmondo        | March - Ilmor                   | 61   | +4 giri      | 23      |       |
| Rit | 21 | Jyrki Järvilehto     | Scuderia Italia - Ferrari       | 56   | Testacoda    | 12      |       |
| Rit | 15 | Gabriele Tarquini    | Fondmetal - Ford                | 56   | Testacoda    | 18      |       |
| Rit | 11 | Mika Häkkinen        | Lotus - Ford                    | 56   | Testacoda    | 21      |       |
| Rit | 26 | Érik Comas           | Ligier - Renault                | 55   | Testacoda    | 10      |       |
| Rit | 29 | Bertrand Gachot      | Venturi Larrousse - Lamborghini | 35   | Motore       | 24      |       |
| Rit | 3  | Olivier Grouillard   | Tyrrell - Ilmor                 | 30   | Testacoda    | 15      |       |
| Rit | 24 | Gianni Morbidelli    | Minardi - Lamborghini           | 26   | Handling     | 25      |       |
| Rit | 33 | Maurício Gugelmin    | Jordan - Yamaha                 | 24   | Incidente    | 17      |       |
| Rit | 14 | Andrea Chiesa        | Fondmetal - Ford                | 22   | Testacoda    | 20      |       |
| Rit | 6  | Riccardo Patrese     | Williams - Renault              | 19   | Incidente    | 4       |       |
| Rit | 12 | Johnny Herbert       | Lotus - Ford                    | 13   | Testacoda    | 26      |       |
| Rit | 25 | Thierry Boutsen      | Ligier - Renault                | 11   | Motore       | 14      |       |
| Rit | 20 | Martin Brundle       | Benetton - Ford                 | 4    | Testacoda    | 6       |       |
| Rit | 4  | Andrea De Cesaris    | Tyrrell - Ilmor                 | 2    | Motore       | 11      |       |
| NQ  | 30 | Ukyo Katayama        | Venturi Larrousse - Lamborghini |      |              |         |       |
| NQ  | 7  | Eric van de Poele    | Brabham - Judd                  |      |              |         |       |
| NQ  | 32 | Stefano Modena       | Jordan - Yamaha                 |      |              |         |       |
| NQ  | 8  | Damon Hill           | Brabham - Judd                  |      |              |         |       |
| NPQ | 34 | Roberto Moreno       | Moda - Judd                     |      |              |         |       |
| NPQ | 35 | Perry McCarthy       | Moda - Judd                     |      |              |         |       |

## Classifiche Mondiali

### Piloti
| Pos. | Pilota             | Punti |
| ---- | ------------------ | ----- |
| 1    | Nigel Mansell      | 40    |
| 2    | Riccardo Patrese   | 18    |
| 3    | Michael Schumacher | 17    |
| 4    | Gerhard Berger     | 8     |
| 5    | Jean Alesi         | 7     |
| 6    | Ayrton Senna       | 4     |
| 7    | Michele Alboreto   | 3     |
| 8    | Andrea De Cesaris  | 2     |
| 8    | Ivan Capelli       | 2     |
| 10   | Johnny Herbert     | 1     |
| 10   | Mika Häkkinen      | 1     |
| 10   | Pierluigi Martini  | 1     |

### Costruttori
| Pos. | Team                      | Punti |
| ---- | ------------------------- | ----- |
| 1    | Williams - Renault        | 58    |
| 2    | Benetton - Ford           | 17    |
| 3    | McLaren - Honda           | 12    |
| 4    | Ferrari                   | 9     |
| 5    | Footwork - Mugen-Honda    | 3     |
| 6    | Lotus - Ford              | 2     |
| 6    | Tyrrell - Ilmor           | 2     |
| 8    | Scuderia Italia - Ferrari | 1     |